# علی‌اصغر کرباسچیان
علی‌اصغر کرباسچیان معروف به علامه کرباسچیان (زاده ۱۲۹۳ تهران - درگذشته ۸ مرداد ۱۳۸۲ تهران) روحانی اهل ایران، تدوین‌کننده نخستین رساله توضیح المسائل، و از بنیان‌گذاران مدرسه علوی و مدرسه نیکان بود و به نوعی می‌توان او را بنیان‌گذار نخستین مدرسه مدرن اسلامی دانست. این مدرسه اگرچه در زمان خود بنیان‌گذار مجموعه ای تلفیقی از آموزش‌های مرسوم نظام تعلیم و تربیت نوین و آموزه‌های مذهبی بود، ولی در سال‌های قبل و بعد از انقلاب توانست شیوه خود را با اندک اختلافاتی در دیگر مدارس مذهبی تهران از قبیل احسان، کمال، رفاه،روزبه، روشنگر و فخریه گسترش دهد.

## تحصیل
او سال ۱۳۱۱ برای تحصیل علوم دینی به مدارس صدر و مروی تهران رفت. در ۱۳۱۵ به شاگردی سید رضا دربندی و شیخ آقا بزرگ ساوجی درآمد. او دروس فلسفه و قانون (در طب) را نزد علامه شعرانی فرا گرفت و در سال ۱۳۱۹ به قم رفت. آنجا در درس فقه و اصول سید حسین طباطبایی بروجردی و نیز نخستین درس‌های فلسفی علامه طباطبایی شرکت نمود. خزعلی در این باره می‌گوید:
«در زمستان ۱۳۳۰ منزل علامه طباطبایی بودم که در زده شد و دو بزرگوار وارد شدند. بنده هر دو را می‌شناختم یکی آقای کرباسچیان و دیگری آقای مطهری. آقای مطهری شناختی از آقای طباطبایی نداشت. مرحوم آقای کرباسچیان، آقای مطهری را آورده بود به آقای طباطبایی معرفی و بین آنها ارتباط برقرار کند.» 

## ساده‌سازی رسالهٔ عملیه
در سال ۱۳۷۵ق (۱۳۳۵ش)، علی‌اصغر کرباسچیان با همکاری نزدیک و مؤثر علی‌اصغر فقیهی دبیر برجسته ادبیات و تاریخ مدارس قم رساله‌ای مطابق با فتاوای آیت الله بروجردی با نثری روان و قابل فهم برای همگان نوشتند و او پس از تأیید این مرجع تقلید آن را به چاپ رساند. این رساله، تحوّلی در سبک و شیوه رساله‌نویسی فارسی پدیدآورد و مورد استقبال همگان از جمله حوزویان قرار گرفت. رساله اولیه آیت الله بروجردی، فهمش برای مردم مشکل بود، الفاظ عربی زیاد داشت که کرباسچیان و فقیهی آن را روان‌نویسی کردند. هنوز هم بسیاری نمی‌دانند که نام توضیح المسائل و نثر و شیوهٔ تدوین مرسوم رساله‌های عملیه کنونی اثر کرباسچیان و فقیهی است. مراجع بعد، همین توضیح المسائل را مبنا قرار داده و برخی واژه‌های آن را مطابق با فتوای خود تغییر داده‌اند.

## تأسیس مدرسه علوی
در کوران سیاست‌زدگی بعد از کودتای ۲۸ مرداد، مؤسسین مدرسه علوی به این نتیجه رسیده بودند که کار سیاسی و دنباله‌روی از سیاستگران مشکل‌گشای جامعه دینی نیست و به جای آن باید انسان‌های متدین متخصص و تحصیل‌کرده را با کمک بهترین متخصصان دانشگاهی تربیت کرد. هدف این مؤسسه از ابتدا بسیار آشکار بود: رقابت با نسل تحصیل‌کرده سکولار، تربیت دانش‌آموختگان متدین در بیشتر رشته‌های مورد نیاز دانشگاهی، به‌خصوص رشته‌های فنی و پزشکی و اثبات این نکته که دین و دانش با هم تنافری ندارند و می‌توان هم تحصیل کرده بود و هم متدین باقی ماند.

کرباسچیان برای تأمین منابع مالی برای تأسیس این مدرسه اسلامی راه حجره بازاریان را پیش گرفت. محمود لولاچیان، پیرمرد بازاری نقل می‌کند کرباسچیان از او خواسته تا گروهی از بازاریان را برای کمک مالی به مدرسه علوی اولین نهاد آموزشی متشرعین جمع کند. محمود لولاچیان در خاطرات خود می‌گوید:
«آقای علامه به همراه عده‌ای از بازاریان متدینِ، چند روحانی و عده‌ای آدم فرهنگی که مرحوم روزبه هم دردسته آنها بود، مدرسه علوی را راه‌اندازی کردند. ایشان همان روش تعلیمات اسلامی را داشتند. فقط خیلی قوی‌تر کارها را جلو بردند. ایشان از میان علما سراغ چهره‌های شاخصی مانند آقایان زاهد، مقدسی و دربندی رفتند. برای تأمین هزینه‌های مالی مدرسه هم از کمک تعدادی از بازاریان بهره‌گرفتند. اما بازاریانی که با آقای علامه کار می‌کردند افرادی شاخص و متدین بودند. آقایان رحیمیان، جعفرخرازی، حاج‌آقا سیاه‌کلاه، حاج‌آقا احمدزاده و حاج‌عبدالعلی با ایشان همکاری داشتند. البته آقایان شالچیان و شالچی‌لر هم خیلی مؤثر بودند.»
یکی از ویژگی‌های کرباسچیان این بود که اگر می‌فهمید هر جایی معلمی توانا و متدین است می‌رفت دنبالش او را در مدرسه مشغول بکار می‌کرد.
علوی توسط سه جریان رسمی و نیمه رسمی اداره می‌شد. جریان اول را بازاریانی مانند محمود لولاچیان و علاءالدین میرمحمد صادقی تشکیل می‌دادند. این گروه مسئولیت تأمین مالی مدرسه را برعهده گرفته بودند و هم‌زمان با حضور در علوی، پایه‌های مدرسه انقلابی تر مانند رفاه را نیز گذاشتند. گروه دوم را افرادی شکل می‌دادند که به جریان انجمن حجتیه دلبستگی یا وابستگی پیدا کرده بودند. گروه سوم نیز به جریان دانش آموزانی تعلق داشتند که به سمت گروه‌های مبارز فدایی و سازمان چرخش کرده بودند. معلمانی همچون علی اصغر منتظرحقیقی و شاگردانی چون محمود شامخی هر دو از سران مجاهدین خلق در دل همین مدرسه، مبارزان را از میان محصلان گزینش می‌کردند.

کرباسچیان در وصیت نامه خود اینگونه می‌نویسد: 
... ، بعضی از افراد متدین در سال ۱۳۳۴ با هدف انسان سازی، به تأسیس مدرسه علوی اقدام کردند و هدفشان این بود که مدرسه در کنار آموزش دین و اخلاق از سطح علمی بالایی برخوردار باشند و بهترین استادان در هر رشته دعوت شوند. … بنابراین، هدف مدرسه علوی تنها تربیت دکتر و مهندس نبود؛ بلکه تربیت انسان‌هایی با معنویت و اخلاق بود که با علوم روز آشنا باشند و با علم و تخصص خود به جامعه خدمت کند.

## مرگ و خاکسپاری
از سال ۱۳۷۷ ابتلای کرباسچیان به بیماری سرطان بود؛ بیماریی که ۸ مرداد ۱۳۸۲ موجب مرگ او شد.
قبر او در قم، جوار حرم فاطمه معصومه (س)، در قبرستان نو، جنب قبر رضا روزبه می‌باشد.

## آثار
- درس‌های استاد
- رسائل استاد
- توصیه‌های استاد
- وصایای استاد
- حکایات استاد
- روایات استاد
- یاد استاد
- در مکتب استاد
- در محضر استاد